# Vertragssammlung der Vereinten Nationen

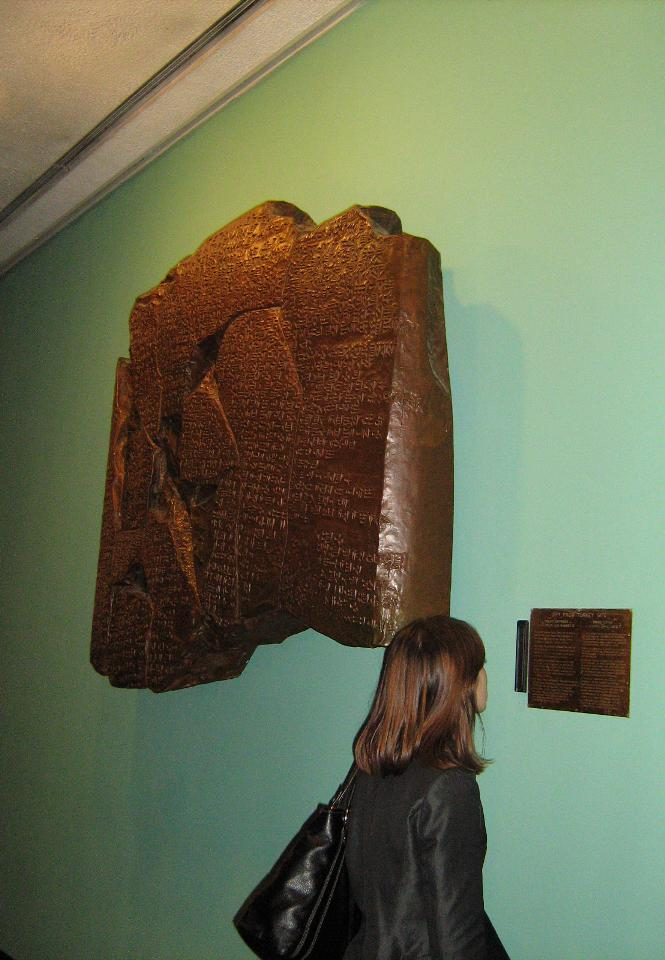
Im UNO-Hauptquartier befindet sich seit 1970 eine Replik des Ägyptisch-Hethitischen Vertrags von 1259 v. Chr., der als ältester Friedensvertrag gilt.

In der Vertragssammlung der Vereinten Nationen (englisch United Nations Treaty Series, UNTS; französisch Recueil des Traités des Nations Unies, RTNU) werden vom UN-Sekretariat in New York, Bereich Rechtsangelegenheiten, Sektion Verträge völkerrechtliche Verträge und sonstige internationale Übereinkünfte veröffentlicht.

## Gliederung, Umfang
Die Vertragssammlung ist folgendermaßen gegliedert:
- Teil I. Verträge und internationale Übereinkünfte, die beim Sekretariat der Vereinten Nationen registriert wurden (Art. 102 UN-Charta; betrifft Verträge, die ein Mitglied der Vereinten Nationen nach dem Inkrafttreten der UN-Charta abgeschlossen hat)
- Teil II. Verträge und internationale Übereinkünfte, die nach ihrem Inkrafttreten dem Sekretariat der Vereinten Nationen nach Art. 80 des Wiener Übereinkommens über das Recht der Verträge zur Registrierung beziehungsweise Aufnahme in die Akten (filing and recording) und zur Veröffentlichung übermittelt wurden; betrifft andere Verträge
- Annex A. Ratifikationen, Beitritte, Verlängerungen usw. betreffend Verträge und internationale Übereinkünfte, die beim Sekretariat der Vereinten Nationen registriert wurden
- Annex B. Ratifikationen, Beitritte, Verlängerungen usw. betreffend Verträge und internationale Übereinkünfte, die beim Sekretariat der Vereinten Nationen in die Akten aufgenommen wurden
- Annex C. Ratifikationen, Beitritte, Verlängerungen usw. betreffend Verträge und internationale Übereinkünfte, die beim Sekretariat des Völkerbunds registriert wurden

Von 1946 bis Anfang 2022 erschienen 3040 Bände mit 52763 Registrierungen und 1376 Aufnahmen in die Akten (jeweils bis 2015).
Die Registrierung ist nach Art. 102 Abs. 2 UN-Charta notwendig, um sich bei einem Organ der Vereinten Nationen auf den Vertrag berufen zu können; gleichwohl werden praktisch nicht alle Verträge registriert.

## Vorgänger
Vorgänger ist die Vertragssammlung des Völkerbunds (französisch Recueil des Traités de la Société des Nations, RTSN; englisch League of Nations Treaty Series, LNTS), die in 205 Bänden 4834 Verträge erfasst, welche zwischen 1920 und 1946 beim Sekretariat des Völkerbunds registriert wurden.

## United Nations Treaty Collection (UNTC)
Seit 1997 besteht die Website United Nations Treaty Collection (UNTC, französisch Collection des traités des Nations Unies; ursprünglich war sie kostenpflichtig).
Sie beinhaltet
- über 300 mehrseitige Verträge (gegliedert in 29 Sachgebiete), die beim Generalsekretär der Vereinten Nationen als Verwahrer[5] hinterlegt wurden, mit Informationen zum Status und beglaubigten Abschriften der Urschriften[6]
- die Vertragssammlungen (UNTS und LNTS) sowie ergänzende Informationen[7]
- praktische Verfahrenshinweise,[8] darunter die Regulations to give effect to Article 102 of the Charter of the United Nations.[9]